# Un poète
Pour les articles homonymes, voir Poète (homonymie).
Pour plus de détails, voir Fiche technique et Distribution.
Un poète (Un poeta) est un film colombien du genre comédie écrit et réalisé par Simón Mesa Soto et sorti en 2025.
Sélectionné dans la section Un certain regard du Festival de Cannes 2025, il remporte le prix du jury de la section. 

## Synopsis
Oscar Restrepo, un vieux poète méconnu, désire stimuler le talent de Yurlady, une adolescente assez effacée.

## Fiche technique
Sauf indication contraire, les informations mentionnées dans cette section peuvent être confirmées par la base de données cinématographiques IMDb,  présente dans la section « Liens externes ».
- Titre original : Un poeta
- Titre français : Un poète
- Réalisation : Simón Mesa Soto
- Scénario : Simón Mesa Soto
- Photographie : Juan Sarmiento G.
- Montage : Ricardo Saraiva
- Musique : Matti Bye
- Production : Simón Mesa Soto, Manuel Ruiz Montealegre, Juan Sarmiento G.
- Société de production : Ocúltimo
- Société de distribution : Épicentre (France)[2]
- Pays de production : Colombie
- Langue originale : espagnol
- Format : couleur, court métrage[3][réf. à confirmer]
- Genre : comédie[1]
- Durée :  court métrage[3][réf. à confirmer]
- Dates de sortie (Dates sujettes à modification)[4] :
  - France : 19 mai 2025 (Festival de Cannes) ; 29 octobre 2025 (sortie nationale)[5]

## Distribution
Sauf indication contraire, les informations mentionnées dans cette section peuvent être confirmées par la base de données cinématographiques IMDb,  présente dans la section « Liens externes ».
- Rebeca Andrade : Yurlady
- Guillermo Cardona : Efrain
- Allison Correa : Daniela
- Humberto Restrepo : Alonso
- Ubeimar Rios : Óscar
- Margarita Soto :

## Distinctions

### Récompense
- Festival de Cannes 2025 : prix du jury Un Certain Regard

 Sauf indication contraire, les informations mentionnées dans cette section peuvent être confirmées par la base de données cinématographiques IMDb,  présente dans la section « Liens externes ».
- « Un poète » ((en) récompenses), sur l'Internet Movie Database (consulté le 29 avril 2025)